# Prédio do Curro Velho
A Fundação Curro Velho é uma instituição educacional pública e edificação histórica construída em 1861 no bairro do telégrafo na cidade brasileira de Belém (estado do Pará), construído inicialmente para abrigar o então Matadouro Municipal/Curro Público. Sua importância histórico-cultural, foi tombado em 1984 como patrimônio cultural do estado do Pará, pelo Departamento de Patrimônio Histórico Artístico e Cultural do Estado do Pará (DPHAC/Secult).

## Histórico
A edificação está localizada no bairro do Telégrafo, às margens da Baía de Guajará. Foi construída em 1861 em arquitetura neoclássica para abrigar o primeiro matadouro da cidade, e inaugurado por Francisco Carlos Brusque, então presidente da Província do Pará. Sua construção foi motivada por uma situação insalubre: com o aumento demográfico da cidade de Belém no período da borracha houve uma escassez de carnes nos mercados, muitos açougueiros passaram a vender carne deteriorada, falsificar o peso dos produtos e, realizar o abate clandestino de bois e porcos.
Durante 40 anos, forneceu carne certificada para a população belenenses. Sua decadência se iniciou em 1905, quando o intendente Antônio Lemos inaugurou um novo matadouro na então Vila de Pinheiros (atual distrito de Icoaraci). O Curro Público funcionou até 1912 e intercalou períodos de abandono com atividades como depósito de gás e de produtos químicos.
Em 1991, foi restaurado e passou a sediar a Fundação Curro Velho: um núcleo de educação não-formal de artes e ofícios para estudantes de escolas públicas, populações de baixa renda e comunidades tradicionais (indígenas, ribeirinhos e quilombolas).

## Tombamento
O Curro Velho (antigo Matadouro Municipal) foi tombado como patrimônio cultural do estado do Pará, pelo DPHAC, em 17 de maio de 1984.